# Административное деление Чили
Чили делится на 16 областей, глава правительства каждого — «интендант» (исп. intendente), назначенный президентом страны.
Области имеют как название, так и номер, записываемый римскими цифрами. Эти номера изначально были присвоены в порядке с севера на юг, однако с введением двух новых областей в 2006—2007 годах, а также ещё одной в 2018 году этот порядок сбился. Чаще используется именно номер, а не название, за исключением Столичной области (исп. Región Metropolitana de Santiago).
Области делятся на провинции, каждую из которых возглавляет губернатор (исп. gobernador). Всего существует 56 провинций.
Провинции подразделяются на коммуны, которые подчиняются соответствующему муниципалитету. В каждом муниципалитете есть свой мэр (исп. alcalde) и канцлер (исп. concejale), которые избираются жителями муниципалитета и отвечают за управление одной или несколькими коммунами. Всего в Чили 346 коммуны, управляемые 345 муниципалитетами.

## История разделения Чили на области
Современное административное деление Чили было создано в 1974 году, но только с 13 областями. К этому моменту Чили разделена на 25 провинций, которые делились на департаменты и коммуны. Новое территориальное деление было введено в несколько этапов, сначала с введения «пилотных областей», которые начали функционировать в 1974 году, а 1 января 1976 года это разделение было расширено на всю страну. Столичная область была создана в 1980 году. В 2007 году выделены области Лос-Риос (из Лос-Лагос) и Арика-и-Паринакота (из Тарапаки).
С 6 сентября 2018 года одна из провинций VIII региона (Ньюбле) была преобразована в новый XVI регион со столицей в Чильяне.

## Таблица административно-территориального деления Чили
На 2018 год Чили делится на 16 областей (включая 1 столичную область), а те на 56 провинций и 346 коммун.
| № на карте | Флаг          | Герб | Области                                       | Административный центр | Население, чел. (2017) | Площадь, км²                                                    | Плотность, чел./км² | Карта |
| ---------- | ------------- | ---- | --------------------------------------------- | ---------------------- | ---------------------- | --------------------------------------------------------------- | ------------------- | ----- |
| I          |               |      | Тарапака                                      | Икике                  | 330 558                | 42 225,8                                                        | 7,83                |       |
| II         |               |      | Антофагаста                                   | Антофагаста            | 607 534                | 126 049,1                                                       | 4,82                |       |
| III        |               |      | Атакама                                       | Копьяпо                | 286 168                | 75 176,2                                                        | 3,81                |       |
| IV         |               |      | Кокимбо                                       | Ла-Серена              | 757 586                | 40 579,9                                                        | 18,67               |       |
| V          |               |      | Вальпараисо                                   | Вальпараисо            | 1 815 902              | 16 396,1                                                        | 111,27              |       |
| VI         |               |      | Либертадор-Хенераль-Бернардо-О’Хиггинс        | Ранкагуа               | 914 555                | 16 387,0                                                        | 55,81               |       |
| VII        |               |      | Мауле                                         | Талька                 | 1 044 950              | 30 296,1                                                        | 34,49               |       |
| VIII       |               |      | Био-Био                                       | Консепсьон             | 1 556 805              | 23 890,2                                                        | 64,95               |       |
| IX         |               |      | Араукания                                     | Темуко                 | 957 224                | 31 842,3                                                        | 30,06               |       |
| X          |               |      | Лос-Лагос                                     | Пуэрто-Монт            | 828 708                | 48 583,6                                                        | 17,06               |       |
| XI         |               |      | Айсен-дель-Хенераль-Карлос-Ибаньес-дель-Кампо | Койайке                | 103 158                | 108 494,4                                                       | 0,95                |       |
| XII        |               |      | Магальянес-и-ла-Антарктика-Чилена             | Пунта-Аренас           | 166 533                | 132 291,1 (1 382 291,1 км² учитывая площадь коммуны Антарктика) | 1,26                |       |
| RM         |               |      | Столичная область                             | Сантьяго               | 7 112 808              | 15 403,2                                                        | 461.77              |       |
| XIV        |               |      | Лос-Риос                                      | Вальдивия              | 384 837                | 18 429,5                                                        | 20,88               |       |
| XV         | Страна = Чили |      | Арика-и-Паринакота                            | Арика                  | 226 068                | 16 873,3                                                        | 13,34               |       |
| XVI        | Страна = Чили |      | Ньюбле                                        | Чильян                 | 480 609                | 13 178,5                                                        | 36,47               |       |
|            |               |      | Всего                                         |                        | 17 574 003             | 756 096,3 (2 006 096,3 км² учитывая площадь коммуны Антарктика) | 23,24               |       |

| \| Области (№ на карте) \| Админ. центр \| Провинции \| Админ. центр \| Коммуны \| \| -------------------------------------------------- \| -------------------------------------- \| -------------------------------------- \| -------------------------------------- \| ---------------------------------------------------------------------------------------------------------------------------------------------------------------------------------------------------------------------------------------------------------------------------------------------------------------------------------------------- \| \| Арика-и-Паринакота (XV) \| Арика \| Арика \| Арика \| Арика Камаронес \| \| Арика-и-Паринакота (XV) \| Арика \| Паринакота \| Путре \| Хенераль-Лагос Путре \| \| Тарапака (I) \| Икике \| Тамаругаль \| Посо-Альмонте \| Каминья Кольчане Уара Пика Посо-Альмонте \| \| Тарапака (I) \| Икике \| Икике \| Икике \| Икике Альто-Осписио \| \| Антофагаста (II) \| Антофагаста \| Токопилья \| Токопилья \| Мария-Элена Токопилья \| \| Антофагаста (II) \| Антофагаста \| Эль-Лоа \| Калама \| Калама Ольяке Сан-Педро-де-Атакама \| \| Антофагаста (II) \| Антофагаста \| Антофагаста \| Антофагаста \| Антофагаста Мехильонес Сьерра-Горда Тальталь \| \| Атакама (III) \| Копьяпо \| Чаньяраль \| Чаньяраль \| Чаньяраль Диего-де-Альмагро \| \| Атакама (III) \| Копьяпо \| Копьяпо \| Копьяпо \| Копьяпо Кальдера Тьерра-Амарилья \| \| Атакама (III) \| Копьяпо \| Уаско \| Вальенар \| Вальенар Фрейрина Уаско Альто-дель-Кармен \| \| Кокимбо (IV) \| Ла-Серена \| Эльки \| Кокимбо \| Андакольо Кокимбо Ла-Игера Ла-Серена Пайгуано Викунья \| \| Кокимбо (IV) \| Ла-Серена \| Лимари \| Овалье \| Овалье Рио-Уртадо Монте-Патрия Комбарбала Пунитаки \| \| Кокимбо (IV) \| Ла-Серена \| Чоапа \| Ильяпель \| Ильяпель Саламанка Лос-Вилос Канела \| \| Вальпараисо (V) \| Вальпараисо \| Петорка \| Ла-Лигуа \| Ла-Лигуа Кабильдо Сапальяр Папудо Петорка \| \| Вальпараисо (V) \| Вальпараисо \| Лос-Андес \| Лос-Андес \| Лос-Андес Сан-Эстебан Калье-Ларга Ринконада \| \| Вальпараисо (V) \| Вальпараисо \| Сан-Фелипе-де-Аконкагуа \| Сан-Фелипе \| Сан-Фелипе Льяйльяй Путаэндо Санта-Мария Катему Панкеуэ \| \| Вальпараисо (V) \| Вальпараисо \| Кильота \| Кильота \| Кильота Ла-Калера Ногалес Ихуэлас Ла-Крус \| \| Вальпараисо (V) \| Вальпараисо \| Вальпараисо \| Вальпараисо \| Вальпараисо Винья-дель-Мар Конкон Кинтеро Пучункави Касабланка Хуан-Фернандес \| \| Вальпараисо (V) \| Вальпараисо \| Марга-Марга \| Кильпуэ \| Кильпуэ Лимаче Ольмуэ Вилья-Алемана \| \| Вальпараисо (V) \| Вальпараисо \| Сан-Антонио \| Сан-Антонио \| Альгарробо Эль-Киско Эль-Табо Картахена Сан-Антонио Санто-Доминго \| \| Вальпараисо (V) \| Вальпараисо \| Исла-де-Паскуа \| Анга-Роа \| Исла-де-Паскуа \| \| Либертадор-Хенераль-Бернардо-О’Хиггинс (VI) \| Ранкагуа \| Качапоаль \| Ранкагуа \| Кодегуа Коинко Кольтауко Доньиуэ Гранерос Лас-Кабрас Мачали Мальоа Оливар Пеумо Пичидегуа Кинта-де-Тилькоко Ранкагуа Рекиноа Ренго Мостасаль Сан-Висенте-де-Тагуа \| \| Либертадор-Хенераль-Бернардо-О’Хиггинс (VI) \| Ранкагуа \| Кольчагуа \| Сан-Фернандо \| Чепика Чимбаронго Лололь Нанкагуа Палмилья Пералильо Пласилья Пуманке Сан-Фернандо Санта-Крус \| \| Либертадор-Хенераль-Бернардо-О’Хиггинс (VI) \| Ранкагуа \| Карденаль-Каро \| Пичилему \| Ла-Эстрелья Литуэче Марчиуэ Навидад Паредонес Пичилему \| \| Мауле (VII) \| Талька \| Курико \| Курико \| Курико Уаланье Ликантен Молина Рауко Ромераль Саграда-Фамилия Тено Вичукен \| \| Мауле (VII) \| Талька \| Талька \| Талька \| Талька Сан-Клементе Пенкауэ Мауле Сан-Рафаэль Курепто Конститусьон Эмпедрадо Рио-Кларо \| \| Мауле (VII) \| Талька \| Линарес \| Линарес \| Линарес Сан-Хавьер-де-Лонкомилья Парраль Вилья-Алегре Лонгави Кольбун Ретиро Йербас-Буэнас \| \| Мауле (VII) \| Талька \| Каукенес \| Каукенес \| Каукенес Чанко Пельюуэ \| \| Ньюбле (XVI) \| Чильян \| Итата \| Кириуэ \| Кириуэ Кобкекура Коэлему Нинуэ Портесуэло Кириуэ Ранкиль Трегуако \| \| Ньюбле (XVI) \| Чильян \| Дигильин \| Бульнес \| Бульнес Чильян Чильян-Вьехо Эль-Кармен Пемуко Пинто Кильон Сан-Игнасио Юнгай \| \| Ньюбле (XVI) \| Чильян \| Пунилья \| Сан-Карлос \| Койуэко Ньикен Сан-Карлос Сан-Фабиан Сан-Николас \| \| Био-Био (VIII) \| Консепсьон \| Биобио \| Лос-Анхелес \| Альто-Биобио Антуко Кабреро Лаха Лос-Анхелес Мульчен Насимьенто Негрете Килако Кильеко Сан-Росендо Санта-Барбара Тукапель Юмбель \| \| Био-Био (VIII) \| Консепсьон \| Консепсьон \| Консепсьон \| Консепсьон Коронель Чигуаянте Флорида Уальпен Уальки Лота Пенко Сан-Педро-де-ла-Пас Санта-Хуана Талькауано Томе \| \| Био-Био (VIII) \| Консепсьон \| Арауко \| Лебу \| Арауко Каньете Контульмо Куранилауэ Лебу Лос-Аламос Тируа \| \| Араукания (IX) \| Темуко \| Мальеко \| Анголь \| Анголь Кольипульи Куракаутин Эрсилья Лонкимай Лос-Саусес Лумако Пурен Ренайко Трайген Виктория \| \| Араукания (IX) \| Темуко \| Каутин \| Темуко \| Темуко Карауэ Чольчоль Кунко Курареуэ Фрейре Гальварино Горбеа Лаутаро Лонкоче Мелипеуко Нуэва-Имперьяль Падре-Лас-Касас Перкенко Питруфкен Пукон Сааведра Теодоро-Шмидт Тольтен Вилькун Вильяррика \| \| Лос-Риос (XIV) \| Вальдивия \| Вальдивия \| Вальдивия \| Вальдивия Корраль Ланко Лос-Лагос Марикина Мафиль Паильяко Пангипульи \| \| Лос-Риос (XIV) \| Вальдивия \| Ранко \| Ла-Уньон \| Ла-Уньон Футроно Лаго-Ранко Рио-Буэно \| \| Лос-Лагос (X) \| Пуэрто-Монт \| Осорно \| Осорно \| Осорно Пуэрто-Октай Пурранке Пуеуэ Рио-Негро Сан-Пабло Сан-Хуан-де-ла-Коста \| \| Лос-Лагос (X) \| Пуэрто-Монт \| Льянкиуэ \| Пуэрто-Монт \| Кальбуко Кочамо Фресия Фрутильяр Льянкиуэ Лос-Муэрмос Маульин Пуэрто-Монт Пуэрто-Варас \| \| Лос-Лагос (X) \| Пуэрто-Монт \| Чилоэ \| Кастро \| Анкуд Кастро Чончи Курако-де-Велес Далькауэ Пукельдон Кейлен Кельон Кемчи Кинчао \| \| Лос-Лагос (X) \| Пуэрто-Монт \| Палена \| Чайтен \| Чайтен Футалеуфу Уалайуэ Палена \| \| Айсен-дель-Хенераль-Карлос-Ибаньес-дель-Кампо (XI) \| Койайке \| Койайке \| Койайке \| Койайке Лаго-Верде \| \| Айсен-дель-Хенераль-Карлос-Ибаньес-дель-Кампо (XI) \| Койайке \| Айсен \| Пуэрто-Айсен \| Айсен Сиснес Гуайтекас \| \| Айсен-дель-Хенераль-Карлос-Ибаньес-дель-Кампо (XI) \| Койайке \| Хенераль-Каррера \| Чиле-Чико \| Чиле-Чико Рио-Ибаньес \| \| Айсен-дель-Хенераль-Карлос-Ибаньес-дель-Кампо (XI) \| Койайке \| Капитан-Прат \| Кокран \| Кокран О’Хиггинс Тортель \| \| Магальянес-и-ла-Антарктика-Чилена (XII) \| Пунта-Аренас \| Ультима-Эсперанса \| Пуэрто-Наталес \| Наталес Торрес-дель-Пайне \| \| Магальянес-и-ла-Антарктика-Чилена (XII) \| Пунта-Аренас \| Магальянес \| Пунта-Аренас \| Лагуна-Бланка Пунта-Аренас Рио-Верде Сан-Грегорио \| \| Магальянес-и-ла-Антарктика-Чилена (XII) \| Пунта-Аренас \| Тьерра-дель-Фуэго \| Порвенир \| Порвенир Примавера Тимаукель \| \| Магальянес-и-ла-Антарктика-Чилена (XII) \| Пунта-Аренас \| Антарктика-Чилена \| Пуэрто-Уильямс \| Кабо-де-Орнос Антарктика \| \| Столичная область (RM) \| Сантьяго \| Чакабуко \| Колина \| Колина Лампа Тильтиль \| \| Столичная область (RM) \| Сантьяго \| Кордильера \| Пуэнте-Альто \| Пуэнте-Альто Сан-Хосе-де-Майпо Пирке \| \| Столичная область (RM) \| Сантьяго \| Майпо \| Сан-Бернардо \| Сан-Бернардо Буин Пайне Калера-де-Танго \| \| Столичная область (RM) \| Сантьяго \| Талаганте \| Талаганте \| Исла-де-Майпо Эль-Монте Падре-Уртадо Пеньяфлор Талаганте \| \| Столичная область (RM) \| Сантьяго \| Мелипилья \| Мелипилья \| Куракави Мария-Пинто Мелипилья Сан-Педро Алуэ \| \| Столичная область (RM) \| Сантьяго \| Сантьяго \| Сантьяго \| Серрильос Серро-Навия Кончали Эль-Боске Эстасьон-Сентраль Уэчураба Индепенденсия Ла-Систерна Ла-Гранха Ла-Флорида Ла-Пинтана Ла-Рейна Лас-Кондес Ло-Барнечеа Ло-Эспехо Ло-Прадо Макуль Майпу Нуньоа Педро-Агирре-Серда Пеньялолен Провиденсия Пудауэль Киликура Кинта-Нормаль Реколета Ренка Сан-Мигель Сан-Хоакин Сан-Рамон Сантьяго Витакура \| \| Всего: \| 16 областей, 56 провинции и 346 коммун \| 16 областей, 56 провинции и 346 коммун \| 16 областей, 56 провинции и 346 коммун \| 16 областей, 56 провинции и 346 коммун \| |                                        |                                        |                                        | |
| Области (№ на карте) | Админ. центр                           | Провинции                              | Админ. центр                           | Коммуны |
| Арика-и-Паринакота (XV) | Арика                                  | Арика                                  | Арика                                  | Арика Камаронес |
| Арика-и-Паринакота (XV) | Арика                                  | Паринакота                             | Путре                                  | Хенераль-Лагос Путре |
| Тарапака (I) | Икике                                  | Тамаругаль                             | Посо-Альмонте                          | Каминья Кольчане Уара Пика Посо-Альмонте |
| Тарапака (I) | Икике                                  | Икике                                  | Икике                                  | Икике Альто-Осписио |
| Антофагаста (II) | Антофагаста                            | Токопилья                              | Токопилья                              | Мария-Элена Токопилья |
| Антофагаста (II) | Антофагаста                            | Эль-Лоа                                | Калама                                 | Калама Ольяке Сан-Педро-де-Атакама |
| Антофагаста (II) | Антофагаста                            | Антофагаста                            | Антофагаста                            | Антофагаста Мехильонес Сьерра-Горда Тальталь |
| Атакама (III) | Копьяпо                                | Чаньяраль                              | Чаньяраль                              | Чаньяраль Диего-де-Альмагро |
| Атакама (III) | Копьяпо                                | Копьяпо                                | Копьяпо                                | Копьяпо Кальдера Тьерра-Амарилья |
| Атакама (III) | Копьяпо                                | Уаско                                  | Вальенар                               | Вальенар Фрейрина Уаско Альто-дель-Кармен |
| Кокимбо (IV) | Ла-Серена                              | Эльки                                  | Кокимбо                                | Андакольо Кокимбо Ла-Игера Ла-Серена Пайгуано Викунья |
| Кокимбо (IV) | Ла-Серена                              | Лимари                                 | Овалье                                 | Овалье Рио-Уртадо Монте-Патрия Комбарбала Пунитаки |
| Кокимбо (IV) | Ла-Серена                              | Чоапа                                  | Ильяпель                               | Ильяпель Саламанка Лос-Вилос Канела |
| Вальпараисо (V) | Вальпараисо                            | Петорка                                | Ла-Лигуа                               | Ла-Лигуа Кабильдо Сапальяр Папудо Петорка |
| Вальпараисо (V) | Вальпараисо                            | Лос-Андес                              | Лос-Андес                              | Лос-Андес Сан-Эстебан Калье-Ларга Ринконада |
| Вальпараисо (V) | Вальпараисо                            | Сан-Фелипе-де-Аконкагуа                | Сан-Фелипе                             | Сан-Фелипе Льяйльяй Путаэндо Санта-Мария Катему Панкеуэ |
| Вальпараисо (V) | Вальпараисо                            | Кильота                                | Кильота                                | Кильота Ла-Калера Ногалес Ихуэлас Ла-Крус |
| Вальпараисо (V) | Вальпараисо                            | Вальпараисо                            | Вальпараисо                            | Вальпараисо Винья-дель-Мар Конкон Кинтеро Пучункави Касабланка Хуан-Фернандес |
| Вальпараисо (V) | Вальпараисо                            | Марга-Марга                            | Кильпуэ                                | Кильпуэ Лимаче Ольмуэ Вилья-Алемана |
| Вальпараисо (V) | Вальпараисо                            | Сан-Антонио                            | Сан-Антонио                            | Альгарробо Эль-Киско Эль-Табо Картахена Сан-Антонио Санто-Доминго |
| Вальпараисо (V) | Вальпараисо                            | Исла-де-Паскуа                         | Анга-Роа                               | Исла-де-Паскуа |
| Либертадор-Хенераль-Бернардо-О’Хиггинс (VI) | Ранкагуа                               | Качапоаль                              | Ранкагуа                               | Кодегуа Коинко Кольтауко Доньиуэ Гранерос Лас-Кабрас Мачали Мальоа Оливар Пеумо Пичидегуа Кинта-де-Тилькоко Ранкагуа Рекиноа Ренго Мостасаль Сан-Висенте-де-Тагуа |
| Либертадор-Хенераль-Бернардо-О’Хиггинс (VI) | Ранкагуа                               | Кольчагуа                              | Сан-Фернандо                           | Чепика Чимбаронго Лололь Нанкагуа Палмилья Пералильо Пласилья Пуманке Сан-Фернандо Санта-Крус |
| Либертадор-Хенераль-Бернардо-О’Хиггинс (VI) | Ранкагуа                               | Карденаль-Каро                         | Пичилему                               | Ла-Эстрелья Литуэче Марчиуэ Навидад Паредонес Пичилему |
| Мауле (VII) | Талька                                 | Курико                                 | Курико                                 | Курико Уаланье Ликантен Молина Рауко Ромераль Саграда-Фамилия Тено Вичукен |
| Мауле (VII) | Талька                                 | Талька                                 | Талька                                 | Талька Сан-Клементе Пенкауэ Мауле Сан-Рафаэль Курепто Конститусьон Эмпедрадо Рио-Кларо |
| Мауле (VII) | Талька                                 | Линарес                                | Линарес                                | Линарес Сан-Хавьер-де-Лонкомилья Парраль Вилья-Алегре Лонгави Кольбун Ретиро Йербас-Буэнас |
| Мауле (VII) | Талька                                 | Каукенес                               | Каукенес                               | Каукенес Чанко Пельюуэ |
| Ньюбле (XVI) | Чильян                                 | Итата                                  | Кириуэ                                 | Кириуэ Кобкекура Коэлему Нинуэ Портесуэло Кириуэ Ранкиль Трегуако |
| Ньюбле (XVI) | Чильян                                 | Дигильин                               | Бульнес                                | Бульнес Чильян Чильян-Вьехо Эль-Кармен Пемуко Пинто Кильон Сан-Игнасио Юнгай |
| Ньюбле (XVI) | Чильян                                 | Пунилья                                | Сан-Карлос                             | Койуэко Ньикен Сан-Карлос Сан-Фабиан Сан-Николас |
| Био-Био (VIII) | Консепсьон                             | Биобио                                 | Лос-Анхелес                            | Альто-Биобио Антуко Кабреро Лаха Лос-Анхелес Мульчен Насимьенто Негрете Килако Кильеко Сан-Росендо Санта-Барбара Тукапель Юмбель |
| Био-Био (VIII) | Консепсьон                             | Консепсьон                             | Консепсьон                             | Консепсьон Коронель Чигуаянте Флорида Уальпен Уальки Лота Пенко Сан-Педро-де-ла-Пас Санта-Хуана Талькауано Томе |
| Био-Био (VIII) | Консепсьон                             | Арауко                                 | Лебу                                   | Арауко Каньете Контульмо Куранилауэ Лебу Лос-Аламос Тируа |
| Араукания (IX) | Темуко                                 | Мальеко                                | Анголь                                 | Анголь Кольипульи Куракаутин Эрсилья Лонкимай Лос-Саусес Лумако Пурен Ренайко Трайген Виктория |
| Араукания (IX) | Темуко                                 | Каутин                                 | Темуко                                 | Темуко Карауэ Чольчоль Кунко Курареуэ Фрейре Гальварино Горбеа Лаутаро Лонкоче Мелипеуко Нуэва-Имперьяль Падре-Лас-Касас Перкенко Питруфкен Пукон Сааведра Теодоро-Шмидт Тольтен Вилькун Вильяррика |
| Лос-Риос (XIV) | Вальдивия                              | Вальдивия                              | Вальдивия                              | Вальдивия Корраль Ланко Лос-Лагос Марикина Мафиль Паильяко Пангипульи |
| Лос-Риос (XIV) | Вальдивия                              | Ранко                                  | Ла-Уньон                               | Ла-Уньон Футроно Лаго-Ранко Рио-Буэно |
| Лос-Лагос (X) | Пуэрто-Монт                            | Осорно                                 | Осорно                                 | Осорно Пуэрто-Октай Пурранке Пуеуэ Рио-Негро Сан-Пабло Сан-Хуан-де-ла-Коста |
| Лос-Лагос (X) | Пуэрто-Монт                            | Льянкиуэ                               | Пуэрто-Монт                            | Кальбуко Кочамо Фресия Фрутильяр Льянкиуэ Лос-Муэрмос Маульин Пуэрто-Монт Пуэрто-Варас |
| Лос-Лагос (X) | Пуэрто-Монт                            | Чилоэ                                  | Кастро                                 | Анкуд Кастро Чончи Курако-де-Велес Далькауэ Пукельдон Кейлен Кельон Кемчи Кинчао |
| Лос-Лагос (X) | Пуэрто-Монт                            | Палена                                 | Чайтен                                 | Чайтен Футалеуфу Уалайуэ Палена |
| Айсен-дель-Хенераль-Карлос-Ибаньес-дель-Кампо (XI) | Койайке                                | Койайке                                | Койайке                                | Койайке Лаго-Верде |
| Айсен-дель-Хенераль-Карлос-Ибаньес-дель-Кампо (XI) | Койайке                                | Айсен                                  | Пуэрто-Айсен                           | Айсен Сиснес Гуайтекас |
| Айсен-дель-Хенераль-Карлос-Ибаньес-дель-Кампо (XI) | Койайке                                | Хенераль-Каррера                       | Чиле-Чико                              | Чиле-Чико Рио-Ибаньес |
| Айсен-дель-Хенераль-Карлос-Ибаньес-дель-Кампо (XI) | Койайке                                | Капитан-Прат                           | Кокран                                 | Кокран О’Хиггинс Тортель |
| Магальянес-и-ла-Антарктика-Чилена (XII) | Пунта-Аренас                           | Ультима-Эсперанса                      | Пуэрто-Наталес                         | Наталес Торрес-дель-Пайне |
| Магальянес-и-ла-Антарктика-Чилена (XII) | Пунта-Аренас                           | Магальянес                             | Пунта-Аренас                           | Лагуна-Бланка Пунта-Аренас Рио-Верде Сан-Грегорио |
| Магальянес-и-ла-Антарктика-Чилена (XII) | Пунта-Аренас                           | Тьерра-дель-Фуэго                      | Порвенир                               | Порвенир Примавера Тимаукель |
| Магальянес-и-ла-Антарктика-Чилена (XII) | Пунта-Аренас                           | Антарктика-Чилена                      | Пуэрто-Уильямс                         | Кабо-де-Орнос Антарктика |
| Столичная область (RM) | Сантьяго                               | Чакабуко                               | Колина                                 | Колина Лампа Тильтиль |
| Столичная область (RM) | Сантьяго                               | Кордильера                             | Пуэнте-Альто                           | Пуэнте-Альто Сан-Хосе-де-Майпо Пирке |
| Столичная область (RM) | Сантьяго                               | Майпо                                  | Сан-Бернардо                           | Сан-Бернардо Буин Пайне Калера-де-Танго |
| Столичная область (RM) | Сантьяго                               | Талаганте                              | Талаганте                              | Исла-де-Майпо Эль-Монте Падре-Уртадо Пеньяфлор Талаганте |
| Столичная область (RM) | Сантьяго                               | Мелипилья                              | Мелипилья                              | Куракави Мария-Пинто Мелипилья Сан-Педро Алуэ |
| Столичная область (RM) | Сантьяго                               | Сантьяго                               | Сантьяго                               | Серрильос Серро-Навия Кончали Эль-Боске Эстасьон-Сентраль Уэчураба Индепенденсия Ла-Систерна Ла-Гранха Ла-Флорида Ла-Пинтана Ла-Рейна Лас-Кондес Ло-Барнечеа Ло-Эспехо Ло-Прадо Макуль Майпу Нуньоа Педро-Агирре-Серда Пеньялолен Провиденсия Пудауэль Киликура Кинта-Нормаль Реколета Ренка Сан-Мигель Сан-Хоакин Сан-Рамон Сантьяго Витакура |
| Всего: | 16 областей, 56 провинции и 346 коммун | 16 областей, 56 провинции и 346 коммун | 16 областей, 56 провинции и 346 коммун | 16 областей, 56 провинции и 346 коммун |

Области подразделяются на 56 провинций, а они, в свою очередь, на 346 коммун.